# 第67回ダヴィッド・ディ・ドナテッロ賞
第67回ダヴィッド・ディ・ドナテッロ賞（だい67かいダヴィッド・ディ・ドナテッロしょう）の授賞式は、2022年5月3日にローマで行われた。
ノミネートは2022年4月4日に発表された。『Hand of God -神の手が触れた日』と『フリークスアウト』が最多16のノミネートを獲得し、『フリークスアウト』が最多6部門で受賞する結果となった。

## 受賞とノミネート一覧
太字が受賞者。

### 作品賞
- Hand of God -神の手が触れた日- È stata la mano di Dio（監督：パオロ・ソレンティーノ）
- 内なる檻 Ariaferma[1]（監督：レオナルド・ディ・コスタンツォ）
- モリコーネ　映画が恋した音楽家 Ennio（監督：ジュゼッペ・トルナトーレ）
- フリークスアウト Freaks Out（監督：ガブリエーレ・マイネッティ）
- 笑いの王 Qui rido io[1]（監督：マリオ・マルトーネ）

### 監督賞
- パオロ・ソレンティーノ（『Hand of God -神の手が触れた日-』）
- レオナルド・ディ・コスタンツォ（『内なる檻』 ）
- ジュゼッペ・トルナトーレ（『モリコーネ　映画が恋した音楽家』）
- ガブリエーレ・マイネッティ（『フリークスアウト』）
- マリオ・マルトーネ（『笑いの王』）

### 新人監督賞
- ラウラ・サマーニ（『小さなからだ』[1]）
- ジャンルーカ・ヨーディチェ（『Il cattivo poeta』）
- マウラ・デルペロ（『Maternal』）
- アレッシオ・リーゴ・デ・リーギ、マッテオ・ゾッピス（『Re Granchio』）
- フランチェスコ・コスタービレ（『Una femmina』）

### オリジナル脚本賞
- レオナルド・ディ・コスタンツォ、ブルーノ・オリヴィエーロ、ヴァリア・サンテッラ（『内なる檻』）
- ジョナス・カルピニャーノ（『キアラへ』[1]）
- パオロ・ソレンティーノ（『Hand of God -神の手が触れた日-』）
- ニコラ・グアリャノーネ、ガブリエーレ・マイネッティ（『フリークスアウト』）
- マリオ・マルトーネ、イッポーリタ・ディ・マヨ（『笑いの王』）

### 脚色賞
- モニカ・ザペッリ、ドナテッラ・ディ・ピエトラントニオ（『L'Arminuta』）
- マネッティ・ブラザーズ、ミケランジェロ・ラ・ネーヴェ（『ディアボリック』）
- マッシモ・ガウディオーゾ、ルカ・インファシェッリ、ステファノ・モルディーニ（『善き生徒たち』）
- フィリッポ・グラヴィーノ、グイド・イウクラーノ、クラウディオ・クペッリーニ（『La terra dei figli』）
- ナンニ・モレッティ、フェデリカ・ポントレモリ、ヴァリア・サンテッラ（『３つの鍵』[1]）
- リリオ・アッバーテ、セレーナ・ブルニョーロ、アドリアーノ・キアレッリ、フランチェスコ・コスタービレ（『Una femmina』）

### プロデューサー賞
- アンドレア・オッキピンティ、ステファノ・マッセンジおよびマッティア・グエッラ（Lucky Red）、ガブリエーレ・マイネッティ（Goon Films）、Rai Cinema（『フリークスアウト』）
- ジョン・コプロン、パオロ・カルピニャーノ、ライアン・ザカリアス、ジョナス・カルピニャーノ、Stayblack Productions、Rai Cinema（『キアラへ』）
- カルロ・クレスト・ディーナ（Tempesta）、Rai Cinema、ミケーラ・ピーニ（Amka Film）（『内なる檻』）
- パオロ・ソレンティーノ、ロレンツォ・ミエーリ（『Hand of God -神の手が触れた日-』）
- ニコラ・ジュリアーノ、フランチェスカ・チーマ、カルロッタ・カローリ、Indigo Film、Rai Cinema（『笑いの王』）

### 主演女優賞
- スワミー・ロートロ（『キアラへ』）
- ミリアム・レオーネ（『ディアボリック』）
- アウロラ・ジョヴィナッツォ（『フリークスアウト』）
- ローザ・パラシアーノ（『Giulia』）
- マリア・ナツィオナーレ（『笑いの王』）

### 主演男優賞
- シルヴィオ・オルランド（『内なる檻』）
- エリオ・ジェルマーノ（『アメリカ・ラティーナ』[1]）
- フィリッポ・スコッティ（『Hand of God -神の手が触れた日-』）
- フランツ・ロゴフスキ（『フリークスアウト』）
- トニ・セルヴィッロ（『笑いの王』）

### 助演女優賞
- テレーザ・サポナンジェロ（『Hand of God -神の手が触れた日-』）
- ルイザ・ラニエーリ（『Hand of God -神の手が触れた日-』）
- スージー・デル・ジュディチェ（『I fratelli De Filippo』）
- ヴァネッサ・スカレーラ（『L'Arminuta』）
- クリスティアーナ・デッランナ（『笑いの王』）

### 助演男優賞
- エドゥアルド・スカルペッタ（『笑いの王』）
- ファブリツィオ・フェッラカーネ（『内なる檻』）
- ヴァレリオ・マスタンドレア（『ディアボリック』）
- トニ・セルヴィッロ（『Hand of God -神の手が触れた日-』）
- ピエトロ・カステッリット（『フリークスアウト』）

### 撮影賞
- ダリア・ダントニオ（『Hand of God -神の手が触れた日-』）
- ミケーレ・ダッタナジオ（『フリークスアウト』）
- パオロ・カルネラ（『アメリカ・ラティーナ』）
- ルカ・ビガッツィ（『内なる檻』）
- レナート・ベルタ（『笑いの王』）

### 作曲賞
- ニコラ・ピオヴァーニ（『I fratelli De Filippo』）
- ダン・ロマー、ベン・ザイトリン（『キアラへ』）
- ヴェルデナ（『アメリカ・ラティーナ』）
- パスクアーレ・シャロ（『内なる檻』）
- ピビオ・デ・スカルツィ、アルド・デ・スカルツィ（『ディアボリック』）
- ミケーレ・ブラガ、ガブリエーレ・マイネッティ（『フリークスアウト』）

### オリジナル歌曲賞
- La profondità degli abissi（作詞・作曲・歌：マヌエル・アニェッリ）（『ディアボリック』）
- Faccio 'A Polka （作曲：ニコラ・ピオヴァーニ、作詞：ニコラ・ピオヴァーニ、ドド・ガリアルデ、歌：アンナ・フェッライオーリ・ラヴェル）（『I fratelli De Filippo』）
- Just You （作詞・作曲：ジュリアーノ・タヴィアーニ、カルメロ・トラヴィア、歌：マリアンナ・トラヴィア）（『L'Arminuta』）
- Nei tuoi occhi（作曲：フランチェスカ・ミキエリン、アンドレア・ファッリ、作詞・歌：フランチェスカ・ミキエリン）（『マリリンの瞳は黒かった』）
- Piccolo corpo（作曲：フレデリカ・スタール、作詞：ラウラ・サマーニ、歌：チェレステ・セスクッティと合唱団）（『小さなからだ』）

### 美術賞
- マッシミリアーノ・ストゥリアーレ、イラリア・ファッラカーラ（『フリークスアウト』）
- ルカ・セルヴィーノ、スザンナ・アベナヴォリ（『内なる檻』）
- ノエミ・マルキカ、マリア・ミケーラ・デ・ドメニコ（『ディアボリック』）
- カルミネ・グアリーノ、イオレ・アウテロ（『Hand of God -神の手が触れた日-』）
- ジャンカルロ・ムゼッリ、カルロ・レシーニョ、ラウラ・カザリーニ、フランチェスコ・フォンダ（『笑いの王』）

### 衣装デザイン賞
- ウルスラ・パツァーク（『笑いの王』）
- ジネヴラ・デ・カロリス（『ディアボリック』）
- マリアーノ・トゥファーノ（『Hand of God -神の手が触れた日-』）
- メアリー・モンタルト（『フリークスアウト』）
- マウリツィオ・ミレノッティ（『I fratelli De Filippo』）

### メイクアップ賞
- ディエゴ・プレストピーノ、エマヌエーレ・デ・ルーカ、ダヴィデ・デ・ルーカ（『フリークスアウト』）
- フランチェスカ・ロドーリ（『ディアボリック』）
- ヴィンチェンツォ・マストラントニオ（『Hand of God -神の手が触れた日-』）
- マウリツィオ・ナルディ（『I fratelli De Filippo』）
- アレッサンドロ・ダンナ（『笑いの王』）

### ヘアスタイリスト賞
- マルコ・ペルナ（『フリークスアウト』）
- アルベルタ・ジュリアーニ（『7人の女たち』）
- ジュゼッピーナ・ロートロ（『キアラへ』）
- ルカ・ポンポッツィ（『ディアボリック』）
- フランチェスコ・ペゴレッティ（『I fratelli De Filippo』）

### 編集賞
- マッシモ・クアリア、アンナリーザ・スキッラーチ（『モリコーネ　映画が恋した音楽家』）
- アッフォンソ・ゴンサルベス（『キアラへ』）
- カルロッタ・クリスティアーニ（『内なる檻』）
- クリスティアーノ・トラヴァリョーリ（『Hand of God -神の手が触れた日-』）
- ヤコポ・クアドリ（『笑いの王』）

### 音響賞
- モリコーネ　映画が恋した音楽家 Ennio
- 内なる檻 Ariaferma
- Hand of God -神の手が触れた日- È stata la mano di Dio
- フリークスアウト Freaks Out
- 笑いの王 Qui rido io

### 特殊視覚効果賞
- ステファノ・レオーニ（『フリークスアウト』）
- ヌッチオ・カニーノ（『クラシック・ホラー・ストーリー』）
- シモーネ・シルヴェストリ（『ディアボリック』）
- ロドルフォ・ミリアーリ（『Hand of God -神の手が触れた日-』）
- ロドルフォ・ミリアーリ、ロベルト・サバ（『La terra dei figli』）

### ドキュメンタリー賞
- モリコーネ　映画が恋した音楽家 Ennio（監督：ジュゼッペ・トルナトーレ）
- Atlantide（監督：ユーリ・アンカラーニ）
- Futura（監督：アリーチェ・ロルヴァケル、フランチェスコ・ムンズィ、ピエトロ・マルチェッロ）
- マルクスは待ってくれる Marx può aspettare [1]（監督：マルコ・ベロッキオ）
- Onde radicali（監督：ジャンフランコ・パンノーネ）

### 短編映画賞
- Maestrale（監督：ニコ・ボノモーロ）
- Diorama（監督：カミラ・カレ）
- L'ultimo spegne la luce（監督：トンマーゾ・サンタンブロージョ）
- Notte romana（監督：ヴァレリオ・フェッラーラ）
- Pilgrims（監督：ファルヌーシュ・サマディ、アリ・アスガリ）

### 外国映画賞
- ベルファスト（監督：ケネス・ブラナー）
- ドント・ルック・アップ（監督：アダム・マッケイ）
- ドライブ・マイ・カー（監督：濱口竜介）
- DUNE／デューン　砂の惑星（監督：ドゥニ・ヴィルヌーヴ）
- パワー・オブ・ザ・ドッグ（監督：ジェーン・カンピオン）

### ヤング・ダヴィッド賞
- Hand of God -神の手が触れた日-（監督：パオロ・ソレンティーノ）
- Come un gatto in tangenziale - Ritorno a Coccia di Morto（監督：リッカルド・ミラーニ）
- ディアボリック Diabolik（監督：マネッティ・ブラザーズ）
- モリコーネ　映画が恋した音楽家 Ennio（監督：ジュゼッペ・トルナトーレ）
- フリークスアウト Freaks Out（監督：ガブリエーレ・マイネッティ）

### ダヴィッド功労賞
- ジョヴァンナ・ラッリ

### ダヴィッド特別賞
- アントニオ・カプアーノ
- サブリナ・フェリッリ

### 観客賞
- Me contro Te - Il film: Il mistero della scuola incantata（監督：ジャンルーカ・レウッツィ）